# مارسيل فان دم
مارسيل فـان دم هو منتج تلفزيوني ومقدم تلفزيوني ومذيع وكاتب العمود وسياسي هولندي، ولد في 30 يناير 1938 في أوترخت في هولندا. نشط حزبياً في حزب العمل. وقد انتخب عضو مجلس نواب هولندا ‏.